# Django d’Or (Frankreich)
Der europäische Jazzpreis Django d’Or (offiziell auch DjangodOr geschrieben) wird seit 1992 in Frankreich verliehen von der A.N.C. (Arts, Nuances, Cultures), in deren Leitung u. a. Jacqueline Danno, Frank Hagège (die letzteren mit Babik Reinhardt Gründungsmitglieder), David Reinhardt (Präsident) sind. Der Preis ist benannt nach Django Reinhardt. Heute werden im Allgemeinen bis zu sieben Preise in verschiedenen Kategorien vergeben, von einer Jury ausgewählt. Preisträger sollten in den meisten Kategorien Franzosen sein (oder als solche gelten, mindestens fünf Jahre Aufenthalt in Frankreich). Entsprechende Preise gibt es auch in Belgien (seit 1995), Schweden (seit 1998), Italien (seit 1999), und Dänemark (seit 2001).
Die Preisträger erhalten eine von Raymond Moretti gestaltete Trophäe.
Die Kategorien für den französischen Django d’Or sind:
- Nouveau Talent (neues Talent, Alter unter 35, von der Adami, dem französischen Gegenpart zur GEMA gesponsert),
- Musicien Confirmé (Etablierter Musiker, mindestens 3 Alben),
- DjangodOr Frank Hagège (für Personen, die sich um die Förderung des Jazz verdient gemacht haben),
- SACEM de la création (für Komponisten, erhalten im Rahmen des Preises einen Kompositionsauftrag),
- Spectacle vivant SPEDIDAM (für Live-Auftritte),
- Musique sans Frontiéres (Musiker mit Balkan- oder Gypsy-Einfluss),
- DjangodOr de la Guitare (Gitarre). Außerdem wird bisweilen ein Ehren-Django verliehen, ein Preis für Weltmusik (Musiques Traditionnelles du Monde), Blues, ein Preis für Ausländer und andere Kategorien (unten aufgeführt). Nicht alle Kategorien werden jährlich prämiert.

## Preisträger
2010:
- Komposition: Jean-Loup Longnon
- Neues musikalisches Talent: Thomas Enhco
- Etablierter Musiker: Andy Emler
- Preis Frank Hagège: Eddy Louiss
- Live-Musik: Rhoda Scott Ladies Quartet

2009:
- Komposition: Laurent Cugny
- Neues musikalisches Talent: Anne Paceo
- Etablierter Musiker: Hervé Sellin
- Preis Frank Hagège: Patrick Saussois
- Live-Musik: Médéric Collignon

2008:
- Komposition: Patrice Caratini
- Neues musikalisches Talent: Airelle Besson & Sylvain Rifflet
- Gitarre: Christian Escoudé
- Etablierter Musiker: Louis Winsberg
- Preis Frank Hagège: Rhoda Scott
- Live-Musik: Andy Emler MegaOctet

2007:
- Komposition: Carine Bonnefoy
- Neues musikalisches Talent: Sophie Alour
- Balkan/Gypsy: Biréli Lagrène
- Etablierter Musiker: Sylvain Luc
- Preis Frank Hagège: Marcel Azzola (Akkordeon)
- Live-Musik: Orchestre National de Jazz unter Franck Tortiller Sentimental 3/4

2006:
- Neues musikalisches Talent: Géraldine Laurent
- Etablierter Musiker: Riccardo Del Fra
- Komposition: Andy Emler
- Live-Musik: Sixun feiern ihr 20-jähriges Jubiläum im La Cigale
- Balkan/Gypsy: Boulou Ferré und Elios Ferré
- Gitarre: Nguyên Lê
- Ehren-Django: George Avakian

2005:
- Neues Talent: Nicolas Folmer
- Etablierter Musiker: Pierre Bertrand, Nicolas Folmer mit der Paris Jazz Big Band
- Komposition: Christophe Dal Sasso
- Live-Musik: Musikerkollektiv Yolk
- Spezialpreis: André Francis
- Preis für Ausländer: Casa del Jazz di Roma (Italien)
- Weltmusik: Mônica Passos

2004:
- Neues Talent: Sébastien Texier
- Etablierter Musiker: Martial Solal
- Komposition: Bernard Struber
- Live-Musik: Centre Régional de Jazz en Bourgogne
- Spezialpreis: Frank Ténot
- Preis für Ausländer: Gabor Szel-Molnar (Ungarn)
- Weltmusik: Majid Bekkas, Minino Garay, Anouar Brahem, Samir Joubran

2003:
- Neues Talent: Fabien Mary
- Etablierter Musiker: Emmanuel Bex
- Live-Musik: Association à la Recherche d’un Folklore Imaginaire
- Spezialpreis: TSF Jazz & Infos (ein Radiosender in Paris, der nur Jazz sendet, von Frank Tenot gegründet)
- Preis für Ausländer: French Nordic Jazz Transit (Skandinavien)
- Weltmusik: Ray Lema

2002
- Vokalkünstler: Anne Ducros
- Französischer Musiker: Biréli Lagrène
- Audiovisuell/Kommunikation: Henri Texier, Jean-Louis Bertuccelli
- Neues Talent:Giovanni Mirabassi
- Jazz-Formation: BFG, mit Emmanuel Bex, Glenn Ferris, Simon Goubert
- Spezialpreis: Babik Reinhardt
- Preis für Ausländer: Michael Brecker
- Publikumspreis: Biréli Lagrène

2001:
- Vokalkünstler: Joni Mitchell
- Französischer Musiker: Patrice Caratini
- Audiovisuell/Kommunikation: Laurent Cugny für das Pariser Maison du Jazz
- Neues Talent:Baptiste Trotignon
- Blues: B. B. King
- Spezialpreis: Maurice Cullaz
- Preis für Ausländer: Paolo Fresu

2000:
- Vokalkünstler: Diana Krall
- Französischer Musiker: Alain Jean-Marie
- Audiovisuell/Kommunikation: Frank Cassenti
- Neues Talent: Stéphane Huchard
- Blues: Jean-Jacques Milteau
- Spezialpreis: Claude Carriere
- Preis für Ausländer: Charlie Haden

1999:
- Vokalkünstler: Shirley Horn
- Französischer Musiker: Henri Texier
- Audiovisuell/Kommunikation: Philippe Adler
- Neues Talent: Franck Avitabile
- Blues: Olu Dara
- Spezialpreis: Michel Petrucciani
- Preis für Ausländer: Herbie Hancock
- Europäischer Jazzmusiker: Joachim Kühn, Daniel Humair, Jean-François Jenny-Clark

1998:
- Vokalkünstler: Dianne Reeves
- Französischer Musiker: Martial Solal
- Audiovisuell/Kommunikation: Clint Eastwood
- Neues Talent:Hervé Meschinet
- Publikumspreis: The man i love von Billie Holiday
- Jazzformation: Prysm
- Jazzereignis des Jahres: Le Duc des Lombards
- Spezialpreis: Alby Cullaz
- Preis für Ausländer: Brad Mehldau
- Europäischer Jazzmusiker: Philip Catherine

1997:
- Vokalkünstler: Abbey Lincoln
- Französischer Musiker: Claude Barthélemy
- Audiovisuell/Kommunikation: Philippe Koechlin
- Neues Talent:Christophe Marguet
- Publikumspreis: La Javanaise von Serge Gainsbourg
- Jazzformation: Orchestre National de Jazz (O.N.J.), geleitet von Laurent Cugny
- Jazzereignis des Jahres: Gérald Arnaud
- Spezialpreis: André Francis
- Preis für Ausländer: Joe Henderson
- Europäischer Jazzmusiker: Enrico Pieranunzi

1996:
- Vokalkünstler: Cassandra Wilson
- Französischer Musiker: Jacky Terrasson
- Audiovisuell: Robert S. Levi
- Neues Talent:Julien Lourau
- Jazzformation: Claude Tissendier Saxomania & Guy Lafitte
- Ereignis des Jahres: La Chaîne Muzzik
- Spezialpreis: Maurice Cullaz
- Preis für Ausländer: Ahmad Jamal
- Europäischer Jazzmusiker: Paolo Fresu
- Publikumspreis: La Mer von Charles Trenet

1995:
- Vokalkünstler: Betty Carter
- Französischer Musiker: Jean-Loup Longnon
- Audiovisuell: Cab Calloway on Stage
- Neues Talent:Daniel Mille
- Jazzformation: Eddy Louiss/Michel Petrucciani
- Ereignis des Jahres: Les Instants Chavirés
- Spezialpreis: Alain Guerrini
- Preis für Ausländer: Sonny Rollins
- Europäischer Jazzmusiker: Toots Thielemans
- Publikumspreis: Don’t worry be happy von Bobby McFerrin

1994:
- Vokalkünstler: Dee Dee Bridgewater
- Französischer Musiker: Richard Galliano
- Audiovisuell: Monk in Oslo
- Neues Talent:Sylvain Beuf
- Ausländische Jazzformation: McCoy Tyner Bigband
- Französische Jazzformation: Martial Solal/Didier Lockwood
- Spezialpreis: Michel Legrand
- Preis für Ausländer: Wynton Marsalis
- Jazzbuch: Miles Davis Electrique von Laurent Cugny
- Publikumspreis: Summertime von George Gershwin
- Album-Cover: Martine Anderson für die Collection Miss You
- Neu-Edition: Young Chet von Blue Note Records

1993:
- Vokalkünstler: Stephanie Crawford
- Französischer Musiker: Biréli Lagrène
- Ausländisches Album: I heard you twice the first time von Branford Marsalis
- Neues Talent:Debora Seffer
- Französisches Album: Ellington on the Air von Louis Sclavis
- Ausländische Jazzformation: Carla Bley Bigband
- Französische Jazzformation: Trio Ceccarelli
- Spezialpreis: Stéphane Grappelli
- Preis für Ausländer: Steve Coleman
- Jazzbuch: Chet Baker von Gérard Rouy
- Publikumspreis: Nuages von Django Reinhardt
- Album-Cover (Pochette de Disque): Michel Baulot für American Jazz in Paris
- Neu-Edition: Billie Holiday bei Verve Records

1992:
- Vokalkünstler: Rachelle Ferrell
- Französischer Musiker: Aldo Romano
- Ausländisches Album: People Time von Stan Getz und Kenny Barron
- Neues Talent (Espoir Jazz, Hoffnung Jazz):Stéphan Oliva
- Französisches Album: White Keys von Manuel Rocheman
- Ausländische Jazzformation: Trio von Pat Metheny, Dave Holland, Roy Haynes
- Französische Jazzformation: Andy Emler MegaOctet
- Spezialpreis: Leonard Feather
- Preis für Ausländer: Gonzalo Rubalcaba
- Europäischer Jazzmusiker: Enrico Pieranunzi
- Jazzbuch: Django von Patrick Williams
- Publikumspreis: Petite fleur von Sidney Bechet
- Album-Cover (Pochette de Disque): Victor Dvoskin
- Neu-Edition: John Coltrane, Complete Prestige Recordings

## Zu einzelnen Preisträgern
- Claude Carriere ist seit 1975 Produzent bei Radio France (France Musique) und veranstaltet deren Jazzkonzerte. Er leitet seit 1982 die Reihe Jazz Club, in der wöchentlich Konzerte Live aus Jazzclubs übertragen werden (bis 2007 über 900).
- Laurent Cugny und André Francis sind Leiter des Maison du Jazz, einem Jazz-Zentrum am Champs Elysees Nr. 63 in Paris, das Jazzseminare, Konzerte, audiovisuelle Ausstellungen veranstaltet.